# A proposito di omicidi...
A proposito di omicidi... (The Cheap Detective) è un film del 1978 diretto da Robert Moore e interpretato da Peter Falk, Ann-Margret, Eileen Brennan e Louise Fletcher.
Si tratta della seconda parodia del genere poliziesco, scritta da Neil Simon e diretta da Robert Moore, dopo Invito a cena con delitto del 1976. Il personaggio protagonista, Lou Peckinpaugh (Falk) è chiaramente ispirato ai personaggi interpretati da Humphrey Bogart in film quali Il mistero del falco e Casablanca.

## Trama
Lou è un detective sospettato di aver ucciso il suo socio. Nel corso delle indagini che conduce per provare la sua innocenza, finisce impegolato in un traffico internazionale di diamanti. Quasi non bastasse, ritrova Marlène, sua vecchia fiamma francese, ora perseguitata da spie naziste in quanto partigiana. Incredibilmente tutto si aggiusta, anche tra Lou e Marlène.

## Produzione
La pellicola si avvale di numerosi celebri caratteristi, quali: Dom DeLuise, Abe Vigoda, Sid Caesar, Jonathan Banks. La fotografia è di John A. Alonzo e le musiche di Dave Grusin, che riceverà in seguito l'Oscar nel 1989. Montatrice del film è la statunitense Margaret Booth, che ricevette il Premio Oscar onorario in quello stesso anno, all'età di 80 anni.